# Albrechtsburg
Albrechtsburg är ett slott i staden Meissen i Sachsen i Tyskland.

## Historia
Slottets historia går tillbaka till borgen Misni som Henrik I av Sachsen lät uppföra på en klippa vid floden Elbe omkring år 930. Från 968 var slottsberget även säte för biskoparna av Meissen och Meissens domkyrka och biskopsslott uppfördes i anslutning till borgen. 
Den nuvarande slottsbyggnaden är uppförd under ledning av Arnold av Westfalen i sengotisk stil och är det första tyska renässansslottet i sitt slag, grundlagt 1471 av de samregerande markgrevarna av Meissen, Ernst och Albrekt av Sachsen. Efter att bröderna delat huset Wettins territorier mellan sig kom slottet att bli residens för den albertinska linjen av huset Wettin, och därför namngavs slottet 1676 efter dess grundare Albrekt av Sachsen, trots att denne själv aldrig använde slottet som huvudsakligt residens.
Slottet skadades i trettioåriga kriget och användes från denna tid inte längre som residens utan stod till en början tomt. Från 1710 till 1863 inrymde slottet den internationellt kända porslinsmanufakturen i Meissen, startad av Johann Friedrich Böttger. Sedan slutet av 1800-talet inrymmer det ett museum.